# ماهی نرم‌بینی
 ماهی نرم‌بینی(نام علمی: Ateleopodiformes) نام یک راسته از فرورده تکمیل‌استخوانان است.